# Hatice Akyün

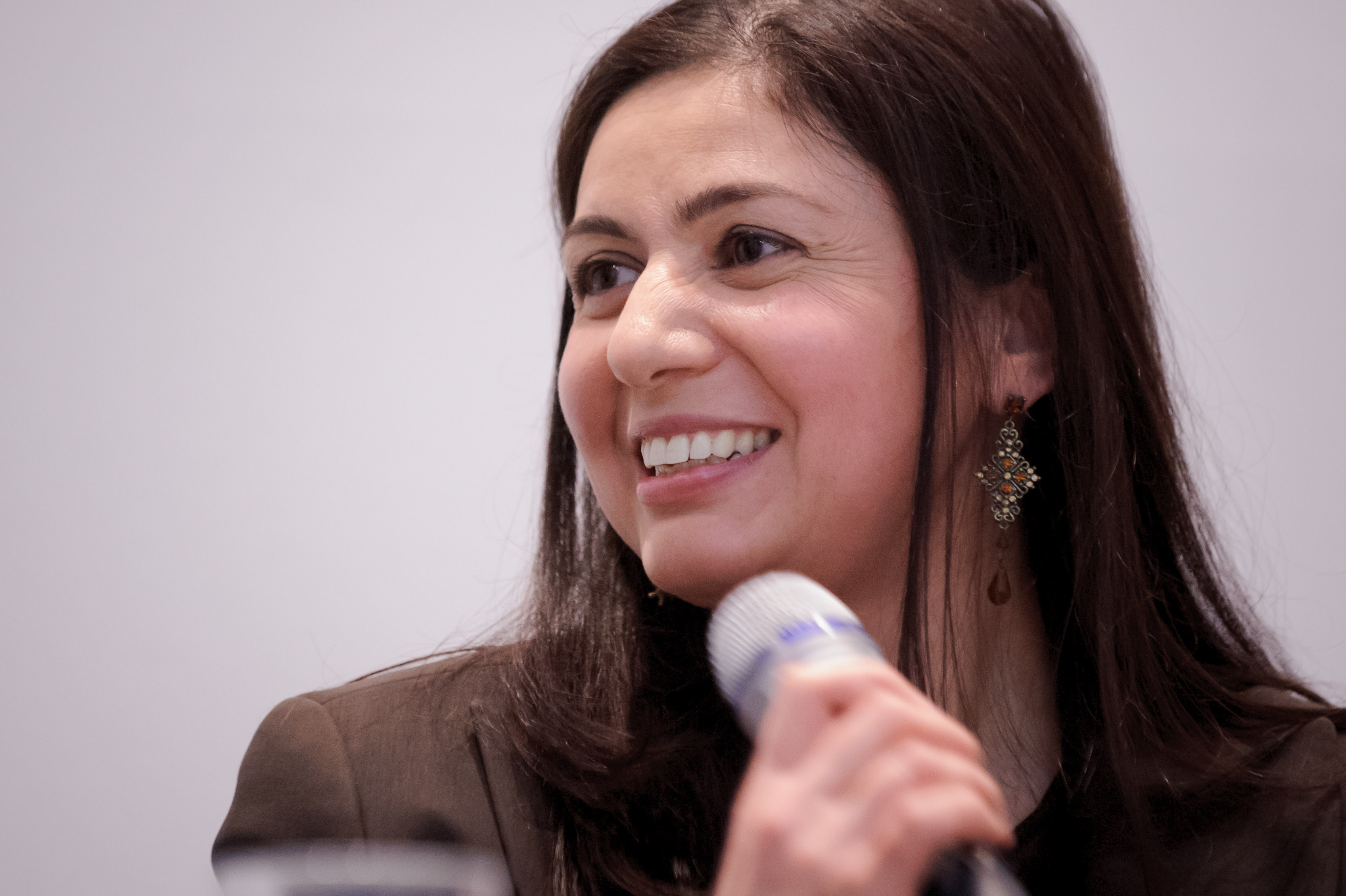
Hatice Akyün

Hatice Akyün (* 15. června 1969) je německá novinářka a spisovatelka tureckého původu.

## Život
Hatice Akyün se narodila ve vesnici Akpınar Köyü v Anatolii, přibližně 150 Kilometrů jihovýchodně od Ankary. V roce 1972 se přestěhovala spolu se svými rodiči a starší sestrou do Duisburgu, kde její otec pracoval jako havíř. Němčinu se učila četbou pohádek bratří Grimmů a tvrdí o sobě, že její srdce bije německy a její duše je turecká.
Žije v Berlíně.

## Publikační činnost (výběr)
Ve svých dílech se zabývá převážně tématem migrace.
- Verfluchte anatolische Bergziegenkacke. Oder wie mein Vater sagen würde: Wenn die Wut kommt, geht der Verstand (2014; 224 S.)
- Ich küss dich, Kismet: Eine Deutsche am Bosporus (2013; 240 S.)
- Ali zum Dessert: Leben in einer neuen Welt (2008; 220 S.)
- Einmal Hans mit scharfer Soße (2005; 192 S.) – kniha byla zfilmována[4]